# Cuerpo de Producción y Construcción de Sinkiang
El Cuerpo de Producción y Construcción de Sinkiang, conocido como CPCS o Bingtuan («El Cuerpo») para abreviar, es una organización económica y paramilitar única en la Región Autónoma Uigur de Sinkiang de China. El CPCS tiene autoridad administrativa sobre varias ciudades medianas, así como en asentamientos y granjas en Sinkiang. Tiene su propia estructura administrativa, y cumple funciones gubernamentales como atención médica, vigilancia y educación para las áreas bajo su jurisdicción. Nominalmente sujeto a Sinkiang, sus asuntos internos, incluida la administración de sus ciudades y tierras reclamadas, están separados de los de la Región Autónoma y bajo el control directo del gobierno central.
El CPCS fue fundado por Wang Zhen en 1954 bajo las órdenes de Mao Zedong. Los objetivos declarados del CPCS son desarrollar regiones fronterizas, promover el desarrollo económico, garantizar la estabilidad social y la armonía étnica, y consolidar la defensa fronteriza. En sus 50 años de historia, el CPCS ha construido granjas, pueblos y ciudades, ha proporcionado tierras y trabajo para unidades militares disueltas y ha reubicado a migrantes han de otras partes de China en Sinkiang como parte de una campaña de sinicización. El CPCS también participa en actividades económicas y es conocido como el Grupo China Sinkiang (中国新建集团).